# 小青
小青，或稱青青，是中國四大民间传说之一《白蛇傳》中的主要角色之一，她是《白蛇傳》主角白娘子（白素貞）的侍女。白素貞時常喚她為「青兒」或「青妹」，相貌美豔。後來白娘子被鎮江金山寺法海禪師壓制於雷峰塔下，小青逃出，白娘子被困於塔時，交代小青嫁給許仙為妾，以照顧許家。
因說書人的個人喜好不同，小青的結局十分迥異。有些版本中小青與白娘子被同壓於雷峰塔內，有些版本則讓小青嫁給了許仙，甚至小青也與許仙生了一子，名曰許儒林，字夢龍；小許仕林兩歲，與仕林同科進士。有的版本中小青潛心修道，終身未嫁，也有的版本小青嫁給了許仙的好友。不過，幾乎所有版本，都是小青最後得道成為真仙。
在越南本土的母道教中，小青和白素貞一起被玉皇大帝封為青蛇白蛇神將，和代表五行的五虎神將並列，成為越南人崇敬的神靈之一。

## 人物形象
首次出現於馮夢龍小說集《警世通言》第二十八卷〈白娘子永鎮雷峰塔〉中，為西湖內第三橋下一丈多长的青魚精，《白娘子永鎮雷峰塔》中描述小青身上穿著青衣服，頭上一雙角鬏，戴兩條大红頭鬚，插著兩件首飾，手中捧著一個包兒，是個嬌俏美貌的丫鬟。
在最早的《白蛇傳》戲曲「雙蛇鬥」中，小青則本是男兒身，名號為青峰山青峰宝洞中的“青蛇大仙”。由於偶遇白蛇，見她品貌端正，意欲與她結為伴侶，白不肯，兩蛇相鬥，青蛇敗在白蛇手下，後來青蛇化作婢女，服侍白蛇。
而後的文獻中，她被改寫為雌性蛇精，在今日流傳的大多故事中，小青與白素貞皆為雌性蛇精，修道化成人形，白素貞為白蛇，小青則為青蛇，小青成為了白素貞的婢女，並伴著白素貞與許仙邂逅。《白蛇全傳》中講述小青是一條修煉了七百年的青蛇，而《雷峰塔奇傳》中則講述小青是一母青蛇精，在醉春樓中作巢，亦修行有八百餘年，能飛騰變化。
後來小青與白素貞遇上法海禪師，禪師將白蛇鎮於雷峰塔中，永不得出，直到許仕林探母。有些版本則交代小青未被壓在塔內，到了驪山向驪山老母學習雷法，再找法海報仇。
還有些版本說小青受白娘子之託嫁給許仙為側室，以照顧許仙與兒子，大多數版本中，小青沒有子女；有些說書版本中，小青也與許仙生了一子，名曰許儒林，字夢龍，小白素貞之子許仕林兩歲，與仕林同科進士。
在《白蛇全傳》中自白素貞被囚禁于雷峰塔後，小青則逃回北玄山黑風洞修煉20年的飛刀與三昧真火，發誓要燒毀雷峰塔，救出白娘子，并與法海決一死戰，此版本亦見於中視1985年製播的古裝閩南語連續劇中(劇中青蛇一角由張淑娟飾演，青蛇曾以飛刀破法海之金缽，但最後不敵觀音淨瓶亦被收服)。有些文獻中則有描述小青持寶劍「龍泉青鋒」，使用三昧真火或雷法燒塔的景象。